# Cher como ícone gay

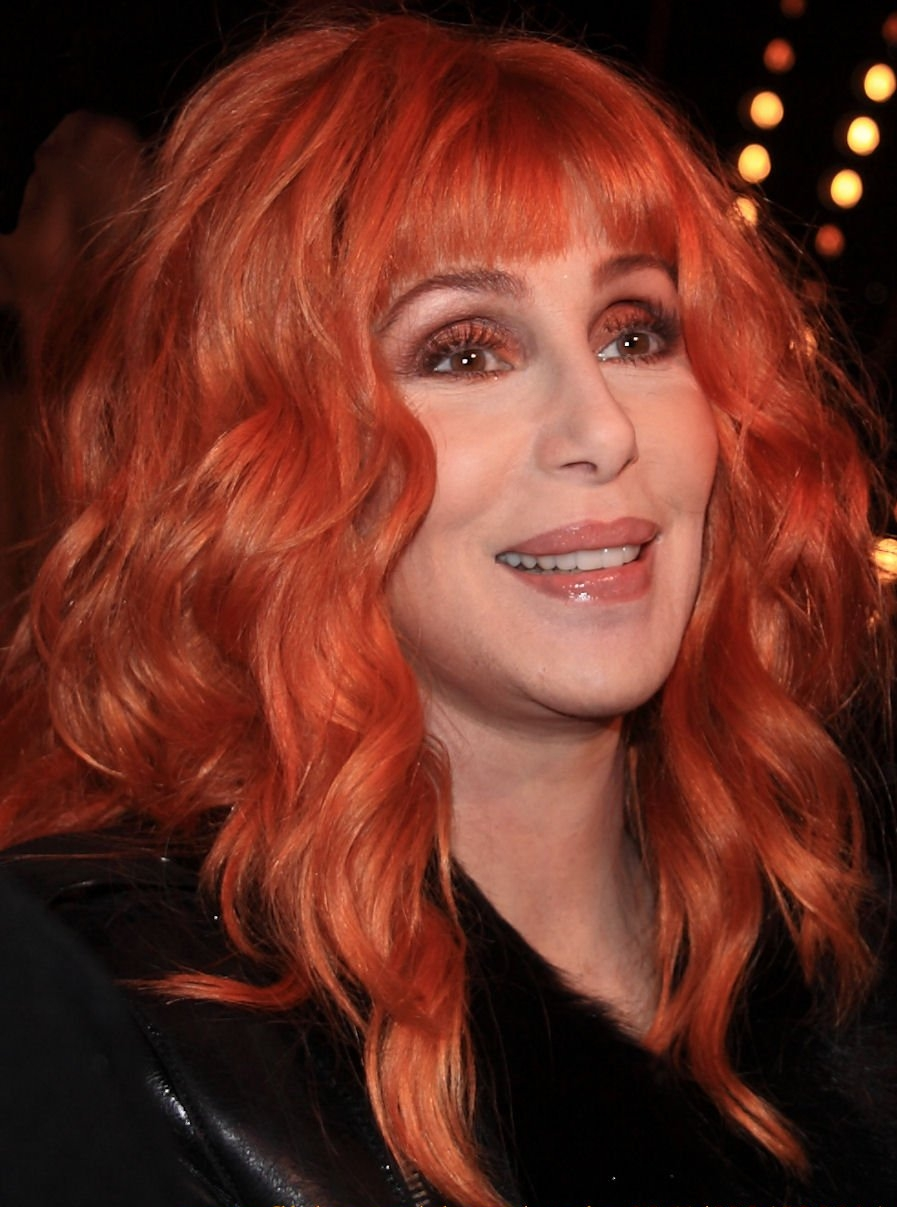
Cher na pré-estreia de Burlesque, em 2010

Cher é considerada um ícone gay e foi consagrada pela comunidade gay como um ícone pop.

## Vida como íconegay
A reverência que os membros da comunidade gay apresentam por Cher tem sido atribuída às realizações em sua carreira, seu senso de estilo e sua longevidade. Alec Mapa, da revista orientada para o público gay The Advocate, escreveu que "enquanto o resto de nós dormia, Cher esteve por aí pelas últimas quatro décadas vivendo cada uma de nossas fantasias de infância. [...] Ela encarna uma liberdade sem remorso e uma coragem que alguns de nós podemos apenas aspirar." Ela é frequentemente imitada por drag queens. Thomas Rogers, da revista Salon.com, comentou que "drag queens imitam mulheres como Judy Garland, Dolly Parton e Cher porque elas superaram os insultos e dificuldades em seus caminhos para o sucesso, e porque suas histórias espelham a dor que muitos homens gays sofrem em seus caminhos para sair do armário". Sua atuação como uma lésbica no filme Silkwood (pela qual ela foi creditada por ter sido uma das primeiras atrizes a oferecer um retrato positivo de uma lésbica em um filme), sua transição para a dance music e o ativismo social nos anos recentes contribuíram ainda mais para ela se tornar um ícone gay.
Seu filho mais velho, Chaz Bono (Chastity Bono antes da transição para o sexo masculino), assumiu-se lésbica aos 17 anos, causando sentimentos de "medo, culpa e dor" em Cher. No entanto, ela logo veio a aceitar a orientação sexual de Chaz e chegou à conclusão de que as pessoas LGBT "não têm os mesmos direitos que todas as outras, [e eu] achei que isso fosse injusto". Ela foi a oradora principal na convenção nacional Parents, Families, & Friends of Lesbians and Gays (PFLAG), em 1997. Desde então, ela se tornou uma das principais defensoras dos direitos da comunidade gay. Em 11 de junho de 2009, Chaz Bono se tornou um indivíduo transgênero, e sua mudança para o sexo masculino foi legalmente concluída em 7 de maio de 2010.
Em 1998, Cher foi agraciada pelo GLAAD Media Awards (Gay & Lesbian Alliance Against Defamation) com o Vanguard Award, prêmio oferecido aos membros da comunidade do entretenimento ou da mídia que fizeram ganhos significativos na promoção da igualdade de direitos para gays e lésbicas. Em novembro de 1999, a revista The Advocate a nomeou uma das "25 mulheres mais legais". Em outubro de 2005, o programa de televisão do canal Bravo Great Things About Being... a elegeu como "a melhor coisa sobre ser gay". O escritor William J. Mann comentou, em seu livro Gay Pride: A Celebration of All Things Gay and Lesbian, que "nós estaremos dançando [as músicas de] uma Cher de noventa anos de idade quando nós estivermos com sessenta. Apenas observe." Na lista dos "Dez maiores ícones gay" formada pelo site Digital Spy em 2007, foi dito que "o comediante americano Jimmy James estava certo quando fez a seguinte observação: 'Depois de um holocausto nuclear, restarão apenas as baratas e Cher'". O sitcom da NBC Will & Grace reconheceu sua posição ao torná-la o ídolo do personagem gay Jack McFarland. Ela fez participações como convidada especial no seriado duas vezes: em 2000, quando Jack a confundiu com uma sósia drag queen, e em 2002, quando ela apareceu para Jack em um sonho ambientado no céu.